# Archeguina interstincta
Archeguina interstincta är en insektsart som beskrevs av Young 1993. Archeguina interstincta ingår i släktet Archeguina och familjen dvärgstritar. Inga underarter finns listade i Catalogue of Life.